# Microsoft 365
Microsoft 365 је софтверски пакет за продуктивност, сарадње и услуге у облаку чији је власник Microsoft. Обухвата услуге на мрежи као што су Outlook.com, OneDrive и Teams, као и програме који су се раније пласирали под именом Microsoft Office (Word, Excel, PowerPoint и Outlook), пословне производе и услуге повезане са производима као што су Exchange Server, SharePoint и Yammer.